# Keith Clifford Hall
Keith Clifford Hall (Cambridge, 29 marzo 1910 – Bergen, 16 dicembre 1964) è stato un ottico britannico e pioniere delle lenti a contatto.

## Primi anni di vita
Keith Clifford Hall è nato il 29 marzo 1910 a Cambridge e ha studiato nel Surrey. Ha lasciato la scuola a 17 anni ed è diventato apprendista ottico a Bracknell. Ha studiato per la Fellowship Optometry in Worshipful Company of Spectacle Makers (FSMC) alla scuola serale, diplomandosi nel 1931.

## Carriera
Hall iniziò ad applicare le lenti a contatto nel 1934. Dopo la seconda guerra mondiale divenne uno dei principali specialisti di lenti a contatto al mondo e nel 1945 aprì il primo studio specializzato in lenti a contatto nel Regno Unito al 139 Park Lane di Londra. Con F. Dickinson, scrisse uno dei primi libri di testo del dopoguerra sulle lenti a contatto, "An Introduction to the Prescribing of Contact Lenses" (1946).
Keith Clifford Hall è stato uno dei primi ottici al mondo a specializzarsi nella pratica delle lenti a contatto. La sua tecnica utilizzava gusci di adattamento sclerali che sono stati modificati con cera prima della lavorazione. Ha anche lavorato con la lente corneale originale Touhy. La sua pratica si espanse e si trasferì in stanze più grandi della porta accanto. Il suo studio al 6º piano di 140 Park Lane è diventato un centro di eccellenza per molti specialisti in visita. Ha anche tenuto conferenze sulla pratica delle lenti a contatto in tutto il mondo. Membro fondatore della Contact Lens Society, Keith Clifford Hall è stato presidente dal 1947 al 1948 e dal 1963 al 1964.

## Morte ed eredità
Keith Clifford Hall morì a Bergen il 16 dicembre 1964.
Il suo lavoro è commemorato da una raccolta di letteratura conservata per riferimento nella biblioteca del College of Optometrists.
È anche commemorato da una targa nel sito del suo studio, 140 Park Lane.